# قاسم‌آباد (بردسیر)
قاسم‌آباد یا قاسم‌آباد۲ روستایی در دهستان کوه پنج بخش مرکزی شهرستان بردسیر استان کرمان ایران است.

## جمعیت
بر پایه سرشماری عمومی نفوس و مسکن در سال ۱۳۹۵ جمعیت این روستا ۴۴ نفر (۱۳خانوار) بوده‌است.